# ニコロ・バレッラ
ニコロ・バレッラ（Nicolò Barella，1997年2月7日 - ）は、イタリア・カリャリ出身のサッカー選手。同国代表。セリエA・インテル・ミラノ所属。ポジションはMF（CM）。
現在副キャプテンを務めているインテル・ミラノでは、セリエA優勝2回やUEFAチャンピオンズリーグ準優勝などに貢献。イタリア代表ではレギュラーとしてUEFA EURO 2020の優勝に貢献した。

## 経歴

### カリアリ
地元カリャリにあるカリアリ・カルチョの下部組織出身であるバレッラは、2015年5月4日、セリエA・パルマFC戦で、ジエゴ・ファリアスとの交代で途中出場し、17歳という年齢でトップチームデビューを果たした。
2016年1月、セリエBのカルチョ・コモにシーズン終了までのレンタルで移籍した。コモではレギュラーとしてほぼ全試合でプレーした。
2016-17シーズンからは、セリエAに復帰したカリアリに復帰。チームの中心選手として3シーズンで公式戦101試合に出場した。

### インテル
2019年7月12日、インテルナツィオナーレ・ミラノにシーズン終了時に買い取り義務が付いた1年間のローン移籍で加入する。2020-21シーズンの第18節ユベントス戦では1ゴール1アシストの活躍で、4シーズンぶりのイタリアダービー勝利に貢献。同シーズンリーグ戦9アシストを決めるなど、約11シーズン振りとなるチームのリーグ優勝に貢献。この活躍からリーグの最優秀MFに選出された。2021-22シーズンは、リーグ戦36試合で3ゴール12アシストを記録。リーグのアシストランキング2位タイに輝いた。2021年12月7日のUEFAチャンピオンズリーグのレアル・マドリード戦では相手DFエデル・ミリトンとタッチライン付近でもつれ合って倒れ、勢いで看板に直撃。報復にミリトンの足にパンチをかまし退場、2試合出場停止処分となった。2021年11月5日には、2026年の6月まで契約を延長したことを発表した。
2022-23シーズンには、リーグ戦6ゴール6アシストの活躍で2度目の最優秀MFに選出された。UEFAチャンピオンズリーグでも、準々決勝のSLベンフィカ戦2試合で2ゴールを決めるなど、インテルの準優勝に貢献した。シーズン終了後には、CL決勝で対戦したマンチェスター・シティFCからの移籍オファーがあったが、インテルに残留した。
2023-24シーズンは副キャプテンに就任し、リーグ戦2ゴール3アシストを記録。リーグ戦の欠場は1試合のみの37試合に出場し、相変わらずの貢献度でチームはセリエA優勝を果たした。
2024年6月12日、インテルと2029年6月末までの新契約を結んだとクラブから発表された。

## 代表経歴
U-19イタリア代表としてUEFA U-19欧州選手権2016に出場し、準優勝に貢献した。U-20イタリア代表として2017 FIFA U-20ワールドカップに出場し、3位になった。2017年9月1日、U-21スペイン代表との親善試合でU-21で初出場した。
2017年10月に行われる2018W杯・欧州予選のマケドニア戦とアルバニア戦へ向けたメンバーとして、負傷したMFマルコ・ヴェッラッティの代役としてイタリアA代表初招集を受けた。
2018年10月10日、親善試合のウクライナ戦でデビューを果たすと、2019年3月23日のUEFA EURO 2020予選・フィンランド戦では代表初ゴールを決めた。
2021年、UEFA EURO 2020準々決勝のベルギー戦では先制ゴールを決めるなど、イタリア代表の53年ぶり2度目の優勝に貢献した。
2024年3月24日、親善試合エクアドル戦ではキャプテンマークを巻き94分にゴールを決めた。
同年6月5日、UEFA EURO 2024の最終メンバーに選出された。グループステージ初戦のアルバニア戦では、1-1の同点で迎えた前半16分にペナルティーアークからこぼれ球を叩き込み、決勝ゴールを決めグループステージ突破に貢献した。チームは決勝トーナメント1回戦でスイスに敗れベスト16に終わった。

## プレースタイル
現代サッカーで中盤に求められる仕事はほぼすべてこなせる万能MF。171cmと小柄だが、スペースを見つけるセンスや強烈なミドルシュート、確かな足元の技術を兼ね備え、深い位置でゲームを作る“レジスタ”の役割もそつなくこなす。豊富な運動量でピッチを走り回り、チームに活力をもたらす存在だ。また守備面でも、出足の鋭いタックルや粘り強い対応で大柄な選手にも果敢にチャレンジする。カリアリ時代にはPKキッカーも任され高い成功率を誇るなど、メンタル面でも強さを持つ。(2020年6月)

## 人物・エピソード
- 7歳年上の妻であるフェデリカ・シベニンとの間には4人の子供がおり[25]、2024年6月6日に第4子であり長男が誕生した[26][27]。自身のSNSにて家族との仲睦まじい写真を投稿している。
- よく聴く音楽について問われた際には「イタリアのラップ音楽を少し聞いている。あとは3児（当時）の父なので、子どもの歌を聞いているよ」と答えた[28]。
- インテルでの背番号である「23」を選んだ理由を聞かれた際に、「僕がインテルに来たとき、お気に入りの背番号だった18番はクワドォー・アサモアのものだった。だから僕は23番を選んだんだ。今は変わってしまったとしても、僕のアイドルだったレブロン(・ジェームズ)が当時つけていた番号だったからね」と、プロバスケットボール選手であるレブロン・ジェームズのファンであったことを明かした[29]。なお、イタリア代表では「18」番を着用している。
- 自身の憧れの選手については、インテルで活躍したデヤン・スタンコヴィッチを挙げ、「僕はいつも彼の良いところを取り入れて、彼がインテルでやっていたように上手くプレーがしたいと思っていたんだ」と語った[29]。
- 2023年夏にはインテルのプレシーズンマッチで来日した。公開練習の際には、少年に「強いメンタルを作るにはどうすればいいのか」と質問され、「まず楽しむこと。情熱、パッションがないと何事もうまくいかない。小さい頃から最善を尽くすようにトレーニングしてきたし、世界で戦う今にいたっても、一番は楽しむことが大事だと思う」と答えた[30]。
- 2023年秋、同じイタリア代表でプレーするサンドロ・トナーリらの違法賭博が問題になった際に、一連の情報を事前に入手し暴露して注目を集めていたファブリツィオ・コロナ（イタリア語版）から違法賭博に関与しているとしてバレッラの名前も挙げられた。それに対し、「僕は、ギャンブルはおろか賭け事には全く興味がない。自分の仕事にお金を賭けるなんて尚更だ。僕が唯一、気にかけているのは、娘たちと自分の家族をこのくだらないことから守ることだ。だから法的措置を取ることにした」と自身のSNSに投稿した[31]。

## 個人成績

### クラブ
2024年6月4日現在
| クラブ           | シーズン     | リーグ戦     | リーグ戦 | リーグ戦 | カップ戦 | カップ戦 | 国際大会 | 国際大会 | その他 | その他 | 合計 | 合計 |
| クラブ           | シーズン     | ディビジョン | 出場     | 得点     | 出場     | 得点     | 出場     | 得点     | 出場   | 得点   | 出場 | 得点 |
| ---------------- | ------------ | ------------ | -------- | -------- | -------- | -------- | -------- | -------- | ------ | ------ | ---- | ---- |
| カリアリ         | 2014-15      | セリエA      | 3        | 0        | 1        | 0        | -        | -        | -      | -      | 4    | 0    |
| カリアリ         | 2015-16      | セリエB      | 5        | 0        | 0        | 0        | -        | -        | -      | -      | 5    | 0    |
| カリアリ         | 2016-17      | セリエA      | 28       | 0        | 2        | 0        | -        | -        | -      | -      | 30   | 0    |
| カリアリ         | 2017-18      | セリエA      | 34       | 6        | 1        | 0        | -        | -        | -      | -      | 35   | 6    |
| カリアリ         | 2018-19      | セリエA      | 35       | 1        | 3        | 0        | -        | -        | -      | -      | 38   | 1    |
| カリアリ         | 通算         | 通算         | 105      | 7        | 7        | 0        | -        | -        | -      | -      | 112  | 7    |
| コモ (loan)      | 2015-16      | セリエB      | 16       | 0        | 0        | 0        | -        | -        | -      | -      | 16   | 0    |
| インテル（loan） | 2019-20      | セリエA      | 27       | 1        | 4        | 1        | 10       | 2        | -      | -      | 41   | 4    |
| インテル         | 2020-21      | セリエA      | 36       | 3        | 4        | 1        | 10       | 2        | -      | -      | 46   | 3    |
| インテル         | 2021-22      | セリエA      | 36       | 3        | 5        | 1        | 6        | 0        | 1      | 0      | 48   | 4    |
| インテル         | 2022-23      | セリエA      | 35       | 6        | 4        | 0        | 12       | 3        | 1      | 0      | 52   | 9    |
| インテル         | 2023-24      | セリエA      | 37       | 2        | 1        | 0        | 8        | 1        | 2      | 0      | 48   | 4    |
| インテル         | 通算         | 通算         | 171      | 15       | 18       | 2        | 42       | 6        | 4      | 0      | 235  | 24   |
| キャリア通算     | キャリア通算 | キャリア通算 | 292      | 22       | 25       | 2        | 42       | 6        | 4      | 0      | 363  | 31   |

### 代表
出場大会
- U-19イタリア代表

2016年 - UEFA U-19欧州選手権2016（準優勝）
- U-20イタリア代表

2017年 - 2017 FIFA U-20ワールドカップ（3位）
- U-21イタリア代表

2019年 - UEFA U-21欧州選手権2019（グループステージ敗退）
- イタリア代表

2021年 - UEFA EURO 2020（優勝）
2024年 - UEFA EURO 2024（ベスト16）
試合数
2024年6月30日現在
- 国際Aマッチ 57試合10得点（2018年 - ）

| イタリア代表 | 国際Aマッチ | 国際Aマッチ |
| 年           | 出場        | 得点        |
| ------------ | ----------- | ----------- |
| 2018         | 4           | 0           |
| 2019         | 8           | 3           |
| 2020         | 6           | 1           |
| 2021         | 17          | 3           |
| 2022         | 7           | 1           |
| 2023         | 9           | 0           |
| 2024         | 6           | 2           |
| 通算         | 57          | 10          |

得点
| #  | 開催日         | 開催地                                       | 対戦国       | スコア | 結果 | 大会                                    |
| -- | -------------- | -------------------------------------------- | ------------ | ------ | ---- | --------------------------------------- |
| 1  | 2019年3月23日  | ウーディネ、スタディオ・フリウーリ           | フィンランド | 1-0    | 2-0  | UEFA EURO 2020予選                      |
| 2  | 2019年6月28日  | アテネ、オリンピアコ・スタディオ             | ギリシャ     | 1-0    | 3-0  | UEFA EURO 2020予選                      |
| 3  | 2019年11月18日 | パレルモ、スタディオ・レンツォ・バルベラ     | アルメニア   | 3-0    | 9-1  | UEFA EURO 2020予選                      |
| 4  | 2020年9月7日   | アムステルダム、ヨハン・クライフ・アレナ     | オランダ     | 1-0    | 1-0  | UEFAネーションズリーグ2020-21           |
| 5  | 2021年6月4日   | ボローニャ、スタディオ・レナート・ダッラーラ | チェコ       | 2-0    | 4-0  | 親善試合                                |
| 6  | 2021年7月2日   | ミュンヘン、アリアンツ・アレーナ             | ベルギー     | 1-0    | 2-1  | UEFA EURO 2020                          |
| 7  | 2021年10月10日 | トリノ、ユヴェントス・スタジアム             | ベルギー     | 1-0    | 2-1  | UEFAネーションズリーグ2020-21 3位決定戦 |
| 8  | 2022年6月7日   | チェゼーナ、スタディオ・ディノ・マヌッツィ   | ハンガリー   | 1-0    | 2-1  | UEFAネーションズリーグ2022-23           |
| 9  | 2024年3月25日  | ハリソン、レッドブル・アリーナ               | エクアドル   | 2-0    | 2-0  | 親善試合                                |
| 10 | 2024年6月15日  | ドルトムント、ジグナル・イドゥナ・パルク     | アルバニア   | 2-1    | 2-1  | UEFA EURO 2024                          |

## タイトル

### クラブ
インテル・ミラノ
- セリエA：2回（2020-21, 2023-24）
- コッパ・イタリア：2回（2021-22, 2022-23）
- スーペルコッパ・イタリアーナ：3回（2021-22, 2022-23, 2023-24）

### 代表
イタリア代表
- UEFA欧州選手権：1回（2021）

### 個人
- セリエA年間最優秀MF：2回 (2020-21, 2022-23)